# Wanzleben
Wanzleben is een plaats en voormalige gemeente in de Duitse deelstaat Saksen-Anhalt, gelegen in de Landkreis Börde. De plaats telt 5.387 inwoners.

## Geboren
- Martin Bangemann (1934-2022), politicus